# Alte Schule Worpswede
Die ehemalige Alte Schule Worpswede, An der Kirche 5, zentral in der niedersächsischen Gemeinde Worpswede, wurde am Ende des 19. Jahrhunderts gebaut. Aktuell (2025) wird es von der evangelischen Kirchengemeinde der Zionskirche als Gemeindezentrum und Kita genutzt.
Das Gebäude steht unter Denkmalschutz.

## Geschichte und Beschreibung
Das eingeschossige traufständige verklinkerte Gebäude mit ziegelgedecktem Satteldach auf Drempel wurde 1895 (Inschrift) als Schule gebaut. Der Eingang ist in einem mittigen, zweigeschossigen Risalit mit Giebel. Anfang der 1970er Jahre wurde die Alte Schule zum Gemeindehaus umgebaut und der Posaunenchor fand dort einen neuen Probenort.
Das Landesdenkmalamt befand u. a.: „… orts- und sozialgeschichtlicher, gebäudetypischer, straßen- und ortsbildprägender Zeugniswert … .“
Heute befindet sich die Grundschule Worpswede im Bildungszentrum Hüttenbusch, Im Rusch 2.